# Lepiota exstructa
Lepiota exstructa är en svampart som först beskrevs av Miles Joseph Berkeley, och fick sitt nu gällande namn av Pier Andrea Saccardo 1887. Lepiota exstructa ingår i släktet Lepiota,  och familjen Agaricaceae.   Inga underarter finns listade.